# 1568.
◄ | 15. stoljeće | 16. stoljeće | 17. stoljeće | ►
◄ | 1530-ih | 1540-ih | 1550-ih | 1560-ih | 1570-ih | 1580-ih | 1590-ih | ►
◄◄ | ◄ | 1565. | 1566. | 1567. | 1568. | 1569. | 1570. | 1571. | ► | ►►
Arhitektura • Astronomija • Glazba • Kazalište • Kiparstvo • Knjige • Književnost • Kršćanstvo • Medicina • Politika • Pravo • Promet • Slikarstvo • Znanost

## Smrti
- 15. kolovoza – Stanislav Kostka, poljski svetac (* 1550.)
- Stjepan Konzul Istranin, istarski pisac i prevoditelj (* 1521.)

## Vanjske poveznice
|  | Zajednički poslužitelj ima još gradiva o temi 1568. |